# 歪んだ複写
『歪んだ複写』（ゆがんだふくしゃ）は、松本清張の長編推理小説。『小説新潮』に連載され（1959年6月号 - 1960年12月号）、1961年2月に新潮社から単行本が刊行された。サブタイトル「税務署殺人事件」が付されている。

## あらすじ
東京の西郊、武蔵境駅北方面の畑の中で、死後2か月の腐乱死体が発見された。被害者が元税務署勤務の沼田嘉太郎らしいと知ったR新聞記者の田原典太は、P税務署に探りを入れ、1年前に発覚した大型脱税事件の絡みで、沼田がP税務署を辞職していたことを知る。田原は同僚の時枝伍一と調査に乗り出し、事件の前に沼田が目をつけていた繁華街の料理屋「春香」を訪れる。春香には沼田と同時期にP税務署に勤務していた崎山亮久や野吉欣平が出入りし、スポンサーの供応を受けており、沼田は2人の動静を監視していたと田原は睨む。崎山と野吉の身辺を洗う中で田原は、税務署の内情に通じた不思議な男・横井貞章に出会う。横井は独自に事件を調べ「犯人は階段だ」「古物屋を捜したほうがいいな」と田原に伝える。
しかし横井は平和島で死体となって発見され、続いて第三の殺人も発生、調査を続けるうちに、田原は真犯人の動機に気付く。

## 主な登場人物
田原典太
R新聞社の社会部記者。「典やん」と呼ばれる。
時枝伍一
田原の同僚記者。田原と共に殺人事件を調査する。
赤星
R新聞社の社会部次長デスク。「よっしゃ」が口癖。
堀越みや子
K通りの料理屋「春香」に勤める若い女中。綽名はなつ。
沼田嘉太郎
元P税務署の法人税課員。一年前にP税務署を辞職した。
崎山亮久
R税務署の法人税課長。元P税務署の法人税課長。
野吉欣平
R税務署の間税課長。元P税務署の法人税課係長。
横井貞章
赤星次長の知人で、税務署の内情に詳しい男。
尾山正宏
R税務署の署長。東京大学卒で大蔵省から出向中の若手幹部候補。妻は大蔵次官の娘。

## エピソード
- 作中で言及される「誇大な宣伝をして、零細な出資を一般の庶民から集め、戦後メキメキと大きくなった」「竹川商事」の事件について、川本三郎は保全経済会事件がモデルと推定している[1]。
- 本作の特色として、地図を描くことで事件を解決に導く点が指摘されている[2]。
- 研究者の小嶋洋輔は、本作が不正行為やエリートの弱さといった「歪んだ」ものが、次々と「複写」されていってしまう社会の現状を描いていると述べ、また作中に当時の東京圏の地理的拡大（阿佐ヶ谷・吉祥寺・武蔵境各駅周辺の当時の中央線沿線の格差）を描き込むことで、高度経済成長の「複写」を行う作品であると述べている[3]。
  - 「東京の西の繁華街といわれるS地区」「K通り」[4]は新宿歌舞伎町の区役所通り、「地下鉄の工事」[5]は営団地下鉄荻窪線（1961年開業、現在の東京メトロ丸ノ内線）とされている。

## 作中パロディ
- 「誰かリオを知らないかア…」 - 『上海帰りのリル』の歌詞「誰かリルを知らないか」にちなむ[6]。
- 「おなつ狂乱だね」 - 本作と同時期に『小説新潮』に連載されていた舟橋聖一の夏子シリーズにちなむ[7]。
- 「前の車には税吏さま 後ろの車には社用さま 二つ並んではるばると 汚職の車が行きました」 - 『月の沙漠』にちなむ[8]。